# آپوزیشنز
آپوزیشنز یک ژورنال معماری بود که از سال ۱۹۷۳ تا ۱۹۸۴ توسط مؤسسهٔ معماری و مطالعات شهری منتشر می‌شد. بسیاری از مقالات مجله به پیشرفت تئوری معماری کمک کرد و بسیاری از نویسندگان آن متخصصان برجسته‌ای در رشته معماری شدند. در طول یازده سال حیات مجله ۲۶ شماره از آن منتشر شد.
همکاران مجله شامل: دایانا اگرست، استنفورد اندرسون، جورجیو چیوچی، استوارت کوهن، الن کولوهون، فرانچسکو دال کو، پیتر آیزنمن، ویلیام الیس، کرت دابلیو فورستر، کنت فرامپتون، ماریو گندلسوناس، جورجو گراسی، فرد کوتر، رم کولهاس، لئون کرییر، مری مک لئود، رافائل مونئو، جوآن اوکمن، مارتین پاولی، آلدو روسی، کالین روو، دنیس اسکات براون، جرج سیلوتی، ایگنازی د سولا-مورالس، مانفردو تافوری، برنارد چومی، آنتونی ویدلر و حازیمه یاتسوکا بودند.
مجله توسط ماسیمو وینیلی طراحی شد.